# Маковцева, Василина Петровна
Васили́на Петро́вна Ма́ковцева (род. 14 ноября 1977, Туруханск, Красноярский край) — российская актриса театра и кино, участница 70-го Каннского кинофестиваля с фильмом «Кроткая».

## Биография
Детство прошло в Туруханске, куда на поселение прибыла семья её деда по матери, у родителей Василины было восемь детей. В детстве она перепробовала многое: училась в музыкальной школе по классу скрипки, была солисткой хора. А по окончании местной школы 4 года училась игре на фортепиано на экспериментальном курсе Красноярского училища искусств. Уже тогда Маковцеву притягивал драмтеатр, она даже совершила несколько попыток к поступлению в разных городах, в том числе и в Екатеринбурге. Но всякий раз с отделения драмтеатра её отправляли на музыкальное.
Так в 1998 году она поступила на кафедру музыкального театра Екатеринбургского театрального института, курс Кирилла Стрежнева, главного режиссёра Свердловского театра музкомедии, исполняла роли в спектаклях текущего репертуара.
Не получив по окончании учёбы в 2003 году приглашения остаться в труппе, актриса попросила у своего мастера разрешения преподавать, параллельно принимала участие в вошедшей в репертуар сказке «Секрет храбрости» и начала искать свой театр. Случай привел её в «Коляда-театр», только созданный Николаем Колядой и игравший тогда в трёх кварталах от Свердловской музкомедии — на проспекте Ленина, 69/10. В. Маковцева: «Очень понравилось! Я просто не понимала, как люди так могут играть. Это было так здорово, что мне захотелось тоже принять участие». И набравшись решимости она обратилась к Коляде. Вот как об этом вспоминает он сам:
Василина пришла ко мне в кабинет и сказала: «Вам женщины артистки не нужны?»

Я это вспоминаю каждый раз, её точные слова. Дико смешно.
 
Я её взял.

Первая её роль — Золушка. Потом была Марья Антоновна в «Ревизоре». А дальше — весь мировой репертуар.
Начиная с 2004 года артисткой сыграно порядка пятидесяти ролей, не считая детских. С коллективом Коляда-театра выступила на многих международных театральных фестивалях: Passages в Нанси (2009) и Метце (2013), на Шекспировском в Гданьске (2011), Бухаресте (2012), Дьюле (2018) и других. Во время парижских гастролей 2010 года в роли Офелии выходила на сцену Театра «Одеон». Участница показов на «Золотую маску» в 2010 и 2011 в Москве.
 Бессменно приезжает с ежегодным фестивалем Коляда-театра в Москве (Театральный центр «На Страстном»). Была в числе первых на открытии московского Театра Новых пьес в октябре 2017. В мае 2018 года приняла участие в Летнем фестивале губернских театров «Фабрика Станиславского», где трижды сыграли «Большую советскую энциклопедию» Н. Коляды.
Сотрудничает с молодыми режиссёрами и драматургами в постановках Центра современной драматургии, участвует в читках, имеет опыт преподавания в Театральной школе Н. Коляды.
В 2021 году была членом жюри XVIII Международного фестиваля-практикума «Кинопроба».
Василина Маковцева живёт и работает в Екатеринбурге.

## Театральные работы

### Свердловский театр музкомедии
- 2000 — «The Beatles: клуб одиноких сердец» с музыкой The Beatles и кавер-версиями — Люси
- «Король Лев» по мотивам одноимённого фильма — Тимон, гиена, антилопа
- 2002 — «Секрет храбрости» на музыку Владимира Брусса — Сорока[24]

### «Коляда-театр»
Классика
- «Ревизор» Н. Гоголя — Марья Антоновна, реж. Н. Коляда
- «Гамлет» У. Шекспира — Офелия, реж. Н. Коляда
- «Женитьба» Н. Гоголя — Фёкла Ивановна, реж. Н. Коляда
- «Король Лир» У. Шекспира — Корделия, реж. Н. Коляда
- «Безымянная звезда» М. Себастьяна — Мона, реж. Н. Коляда
- «Трамвай „Желание“» Т. Уильямса — Бланш Дюбуа, Стелла Ковальски (в разное время), реж. Н. Коляда
- «Вишнёвый сад» А. Чехова — Раневская, реж. Н. Коляда
- «Борис Годунов» А. Пушкина — Марина Мнишек, реж. Н. Коляда
- «Маскарад» М. Лермонтова — Нина, реж. Н. Коляда
- «Мёртвые души» Н. Коляды по Н. Гоголю — Анна Григорьевна, реж. Н. Коляда
- «Ричард III» У. Шекспира — Леди Анна, реж. Н. Коляда
- «Кошка на раскалённой крыше» Т. Уильямса — Маргарет, реж. Н. Коляда
- «Пиковая дама» Н. Коляды по А. Пушкину — Сумасшедшая барыня, реж. Н. Коляда
- «Старосветская любовь» Н. Коляды по Н. Гоголю — Явдоха, реж. Н. Коляда
- «Иван Фёдорович Шпонька и его тётушка» Н. Коляды по Н. Гоголю — Наталья Григорьевна, реж. Н. Коляда
- «Горе от ума» А. Грибоедова — Софья, реж. Н. Коляда
- «Оптимистическая трагедия» В. Вишневского — Комиссар, реж. Н. Коляда
- «Анна Каренина» Л. Толстого — Долли Облонская, реж. Н. Коляда
- «Тарас Бульба» Н. Коляды по Н. Гоголю — Мать, реж. Н. Коляда
- «Сорочинская ярмарка» Н. Коляды по Н. Гоголю — Матушка, реж. Н. Коляда
- «Бесприданница» А. Островского — Харита Игнатьевна Огудалова, реж. Н. Коляда
- «Ночь игуаны» Т. Уильямса — Ханна, реж. Н. Коляда
- «Вий» Н. Гоголя — Панночка, реж. Н. Коляда

Современная драматургия
- «Кармен жива!» Н. Коляды — Равиля, реж. Н. Коляда
- «Мадам Роза» Н. Коляды по Э. Ажару — Соседка, реж. Н. Коляда
- «Птица Феникс» Н. Коляды — Маша, реж. Н. Коляда
- «Клаустрофобия» К. Костенко — Надзирательница, реж. Н. Коляда

Замороженная вертикальная пластика, твёрдая осанка, костюм (на вешалке), речь без буквы «ё», смягчение в финале, мёртвая царевна в ожидании богатыря, вечная уснувшая Россия.
- «Тутанхамон» Н. Коляды — Бабайка, реж. Н. Коляда
- «Нежность» Н. Коляды — пассажир электрички, реж. Н. Коляда
- «Землемер» Н. Коляды — Лаура (Лариса), реж. Н. Коляда
- «Старая зайчиха» Н. Коляды — зайцы, негры, реж. Н. Коляда
- «Букет» Н. Коляды — Галя, реж. Н. Коляда
- «Курица» Н. Коляды — Нонна Дубовицкая, реж. Н. Коляда
- «Клин-Обоз» / «Два плюс два» Н. Коляды — Наталья, реж. Н. Коляда
- «Фронтовичка» А. Батуриной — Мария Небылица, реж. Н. Коляда
- «Баба Шанель» Н. Коляды — Роза Николаевна, реж. Н. Коляда
- «Большая советская энциклопедия» Н. Коляды — Вика, реж. Н. Коляда
- «Играем Мольера» Н. Коляды — Агнесса, реж. Н. Коляда
- «Ба» Ю. Тупикиной — Оля, реж. Н. Коляда
- «Двенадцать стульев» Н. Коляды по И. Ильфу и Е. Петрову — Эллочка Людоедка, реж. Н. Коляда
- «Мата Хари — Любовь» Н. Коляды — Анастасия Стоцкая, реж. Н. Коляда
- «Научи меня любить» Е. Бронниковой, Р. Дымшакова — Татьяна, реж. Н. Коляда
- «Хабибулин едет из Владивостока в Калининград к Зое» Н. Коляды и драматургов-учеников — реж. Н. Коляда
- «Калигула» Н. Коляды — Юлия, реж. Н. Коляда
- «Носферату» Н. Коляды — Ворона, реж. Н. Коляда
- «Барбетт одевается» М. Малухиной — Марина Владимировна, реж. Н. Коляда
- «Картина» Н. Коляды — Бабёнка, реж. Н. Коляда
- «Не включай блондинку!» Н. Коляды — Марианна, реж. Н. Коляда
- «Нефритка» С. Ермолина — Оксана, реж. С. Зырянов
- «Зелёный палец» Н. Коляды — Клара, реж. Н. Коляда
- «Сценарий безалкогольной свадьбы» Н. Коляды — Люся, реж. Н. Коляда
- «Откудакудазачем» / «Письма в никуда» Н. Коляды — Она, реж. Н. Коляда
- «ЧэЧэВэ» О. Богаева — Жаба, жена Хрущёва, реж. И. Федчишин

### Центр современной драматургии
- «В этом городе жил и работал…» по пьесе «Техническая неисправность» К. Костенко — Марина, реж. А. Логачёв
- «Фиолетовые облака» А. Четверговой — Анна, реж. А. Вахов
- «Чайка» А. Чехова — Аркадина, реж. Р. Ташимов

Из отзывов
«В этом городе жил и работал…»

Василина Маковцева играет Марину в приёмах гротеска. В этой простоватой провинциалке в вязаном беретике обнаруживается не только острая злость, но и сила внутренней убежденности, свойственной революционеркам-фанатичкам. Она не ведает ни жалости к обречённому, ни сомнений в своем праве. В её объяснении в любви к герою зрителю виден подвох не только потому, что изъясняется она сериальным набором штампов, но скорее потому, что и в этом объяснении не может сдержать агрессии, то и дело нанося ему якобы случайные удары побольнее.
— Наталья Шаинян, «Театрал» 2016
«Чайка»

… сыграть многослойного персонажа, будучи при этом «зашитым» в довольно жёсткую жанровую конструкцию (речь, напомним, идет скорее о водевиле, а не классической психологической драме), задача довольно непростая. И кроме Ягодина с ней прекрасно справляется Василина Маковцева.
 Аркадина в исполнении Маковцевой постоянно балансирует на грани между святой материнской любовью к несчастному (Треплев тут — безусловный страдалец) сыну и исполнением роли Актрисы и в жизни. И надо сказать, что актриса безупречно отрабатывает все нюансы этих переходов, не забывая при этом, что поведение её персонажа должно вызывать и смех.
— Ксения Шумина, «Челябинский обзор» 2018

## Фильмография
- 2007 — Дело было в Гавриловке — Зоя
- 2008 — Спасите наши души — актриса, (в титрах — В. Макавцева)
- 2011 — Важняк. Игра навылет — Лена Кашина, следователь
- 2012 — 29 километр — Лена
- 2014 — Ангелы революции — офицер НКВД
- 2017 — Кроткая — Кроткая
- 2020 — Блокадный дневник — Люба
- 2021 — Асфальтовое солнце — преподаватель хореографии
- 2021 — Второе солнце — Латифа́
- 2021 — Выжившие — соседка Шадрина
- 2021 — Коса — Нина Серова
- 2022 — Кэт — водитель
- 2023 — Повелитель ветра — мать Фёдора
- 2024 — Втроём — Нателла
- 2024 — Комбинация — мама Наташи
- 2024 — Любовь на краю света — Варвара Базарова — главная роль
- 2024 — Овчарка — Тамара Геннадьевна Авдеева
- 2024 — Пришелец — мама
- 2024 — Противостояние — Елена Тимофеевна Кротова
- 2025 — Волшебник Изумрудного города. Дорога из жёлтого кирпича — Гингема

### О роли в фильме «Кроткая»
В составе киногруппы вместе с Сергеем Лозницей Василина Маковцева представляла «Кроткую» (A Gentle Creature) на 70-м Каннском кинофестивале, официальная премьера состоялась 25 мая 2017 года.
Яркая, с необычной внешностью, она стала актрисой-открытием, заставив обратить на себя внимание многих.
Некоторые эксперты тут же отнесли её к числу фаворитов фестиваля:

Игра Василины Маковцевой, полная тихим отчаянием и спокойствием, достаточно изобретательна, на мой взгляд, чтобы гарантировать награду за лучшую женскую роль.
— Ali Naderzad, «Screen Comment» 25 мая 2017

Возможно, я ошибаюсь, но мне кажется, на протяжении всего фильма Маковцева едва ли хоть раз улыбнулась, и выражения, которые появляются на её лице, зачастую кажутся старше её самой. У актрисы получился неброский и замкнутый персонаж, но в то же время её актёрская работа отличается тонкостью и приковывает внимание зрителя. Ей очень точно удалось передать нарастающее отчаяние, когда героиня понимает, что может быть пойманной в ловушку, из которой нет спасения. И сокрушает зрителя именно то, что она настойчиво торопит эту участь.
— Robbie Collin, «The Telegraph» 26 мая 2017
Из беседы режиссёра Сергея Лозницы с журналистом Ольгой Галицкой в Каннах:
Когда я думал о том, какой хотел бы видеть мою героиню, я вспомнил кадр в моём фильме «Событие», собранном из архивной хроники. Там съёмка на Дворцовой площади во время путча 1991 года. Лицо одной женщины мне особенно врезалось в память. Я это лицо для себя отпечатал на фото. Понял, что она выглядит так, как должна выглядеть моя Кроткая. У меня всегда, ещё даже до того, как я сажусь за сценарий, возникают облики героев. Может быть, в тумане, но есть очертания, фактура, фигура, пластика персонажей. И потом я вспомнил, как когда-то, в 2009 году, видел на спектакле Коляды девочку, очень похожую на ту, с фотографии. Потом мы нашли фотографию этой актрисы — сегодняшнего времени. И мы её пригласили. Василина подошла идеально. Замечательная актриса.

Не случайно на роль приглашена Василина Маковцева из «Коляда-театра»: у героини упрямый лоб и суровый взгляд, в нём решимость смешана с вековой обреченностью. Она из тех некрасовских женщин, что коня на скаку остановят, в горящую избу войдут, — но помещена в ситуацию сюрреалистическую, кафкианскую, где верх и низ поменялись местами, и всё разрешено.
— Валерий Кичин, «Российская газета» 23 ноября 2017

## Награды
- Благодарность Министра культуры Российской Федерации — за большой вклад в развитие культуры и многолетнюю плодотворную работу (2022)[35][36];
- «Лучший дуэт в драматическом театре» конкурса и фестиваля «Браво!-2021» с Антоном Макушиным за роли Долли и Стива Облонских в спектакле «Анна Каренина» «Коляда-театра»[37].